# 艾爾-哈吉·馬歷·迪奧夫
艾爾-哈吉·馬歷·迪奧夫 (2004年12月28日—) ）是一名塞內加爾職業足球員，司職左後衛或左翼衛，效力於英超球會樂部韋斯咸和塞內加爾國家隊。

## 球會生涯

### 特林素
迪奧夫出生於達喀爾，他的足球生涯始於銀河足球學院，之後轉會至馬瓦德·瓦德學院。2023年2月21日，試訓成功後，迪奧夫與挪威球隊特特林素簽約。賽季初迪奧夫表現平平，上場時間不多，但在後半段，他逐漸獲得穩定的上場時間，並為球會上陣21次，射入3球。 

### 布拉格斯拉維亞
2024年1月，迪奧夫與捷克頂級聯賽球會布拉格斯拉維亞簽約，簽訂為期四年半的合約。他在球會的首次上陣對卡爾維納的比賽中射入首次入球。2024-25賽季，迪奧夫效力於布拉格斯拉維亞，司職左邊鋒，幫助球隊奪得捷克甲級聯賽冠軍。他在賽季前八場比賽中射入五球，並在24場聯賽中貢獻七個入球和三次助攻。

### 韋斯咸
2025年7月15日，迪奧夫與英超球會韋斯咸簽訂一份長期合約，轉會費為1900萬英鎊。

## 國家隊生涯
迪奧夫於2024年9月9日在馬拉維賓古國家體育場對陣布隆迪的非洲國家盃預選賽中首次代表塞內加爾國家隊出場。

## 生涯

### 球會
最後更新：2015年5月18日
| 球會           | 球季     | 聯賽     | 聯賽 | 聯賽 | 國家盃 | 國家盃 | 歐洲賽 | 歐洲賽 | 總計 | 總計 |
| 球會           | 球季     | 聯賽     | 出賽 | 入球 | 出賽   | 入球   | 出賽   | 入球   | 出賽 | 入球 |
| -------------- | -------- | -------- | ---- | ---- | ------ | ------ | ------ | ------ | ---- | ---- |
| 特林素         | 2023     | 挪威超級 | 15   | 2    | 6      | 1      | —      | —      | 21   | 3    |
| 布拉格斯拉維亞 | 2023–24  | 捷克甲級 | 7    | 1    | 1      | 1      | 1      | 0      | 9    | 2    |
| 布拉格斯拉維亞 | 2024–25  | 捷克甲級 | 27   | 6    | 2      | 0      | 12     | 0      | 41   | 6    |
| 布拉格斯拉維亞 | 總計     | 總計     | 34   | 7    | 3      | 1      | 13     | 0      | 50   | 8    |
| 韋斯咸         | 2025–26  | 英超     | 0    | 0    | 0      | 0      | —      | —      | 0    | 0    |
| 生涯總計       | 生涯總計 | 生涯總計 | 49   | 9    | 9      | 2      | 13     | 0      | 71   | 11   |

1. ↑  包括挪威盃、捷克盃
2. ↑  歐霸盃出場
3. ↑  歐聯出場四次，歐霸盃出場八次

### 國家隊
最後更新：2024年11月19日
| 國家隊   | 年份 | 上陣 | 入球 |
| -------- | ---- | ---- | ---- |
| 塞內加爾 | 2024 | 4    | 0    |
| 總計     | 總計 | 4    | 0    |